# Хибнопозитивний рівень
У статистиці, при виконанні множинних порівнянь, хибнопозити́вне співвідно́шення (відоме також як побічний продукт та співвідно́шення хи́бної триво́ги, англ. false positive ratio, fall-out, false alarm ratio) — це ймовірність хибного відхиляння нульової гіпотези для певної перевірки. Хибнопозитивний рівень обчислюють як співвідношення між числом негативних подій, неправильно категоризованих як позитивні (хибно позитивних), та загальним числом фактично негативних подій (не залежно від того, як їх класифіковано).
Хибнопозитивний рі́вень (або «рівень хибної тривоги», англ. false positive rate, false alarm rate) зазвичай стосується математи́чного сподіва́ння хибнопозитивного співвідношення.

## Визначення
Хибнопозитивний рівень — це ХП/Н = ХП/ХП + ІН
де ХП є числом хибно позитивних, ІН є числом істинно негативних, а Н = ХП + ІН є загальним числом справді негативних.
Рівень значущості, що використовують для перевірки кожної гіпотези, встановлюють на основі одного з видів висновування (одночасне та вибіркове висновування) й критерію, що його підтримує (наприклад, ГІППР, або РХВ), які було визначено дослідником заздалегідь.
При виконанні множинних порівнянь у такій статистичній системі, як описано вище, хибнопозитивне співвідношення (відоме також як співвідношення хибної тривоги, на противагу хибнопозитивному рівневі/рівневі хибної тривоги) зазвичай стосується ймовірності хибного відхилення нульової гіпотези для певної перевірки. З використанням пропонованої тут термінології, це просто {\displaystyle V/m_{0}}.
Оскільки V є випадковою змінною, а {\displaystyle m_{0}} є сталою ({\displaystyle V\leq m_{0}}), то хибнопозитивне співвідношення також є випадковою змінною в проміжку 0—1.

Хибнопозитивний рівень (або «рівень хибної тривоги») зазвичай стосується математичного сподівання хибнопозитивного співвідношення, що виражають як {\displaystyle E(V/m_{0})}.
Варто зазначити, що ці два визначення («хибнопозитивне співвідношення»/«хибнопозитивний рівень») є дещо взаємозамінними. Наприклад, у зазначеній статті {\displaystyle V/m_{0}} слугує хибнопозитивним «рівнем», а не «співвідношенням».

### Класифікація множинних перевірок гіпотез
Детальніші відомості з цієї теми ви можете знайти в статті Класифікація множинних перевірок гіпотез.
Наступна таблиця визначає можливі результати при перевірці декількох нульових гіпотез. Припустімо, що ми маємо m нульових гіпотез, позначених через H1, H2, ..., Hm. Застосовуючи статистичну перевірку, ми відхиляємо ці нульові гіпотези, якщо результат перевірки оголошено значущим. Ми не відхиляємо ці нульові гіпотези, якщо результат перевірки є незначущим.
Підсумовування кожного з типів результату над усіма Hi  дає наступні випадкові змінні:
|                                | Справедливою є нульова гіпотеза (H0) | Справедливою є альтернативна гіпотеза (HA) | Разом               |
| Перевірку оголошено значущою   | V                                    | S                                          | R                   |
| Перевірку оголошено незначущою | U                                    | T                                          | {\displaystyle m-R} |
| Разом                          | {\displaystyle m_{0}}                | {\displaystyle m-m_{0}}                    | m                   |

- m є загальним числом перевірених гіпотез
- {\displaystyle m_{0}} є числом справедливих нульових гіпотез, невідомий параметр
- {\displaystyle m-m_{0}} є числом справедливих альтернативних гіпотез[en]
- V є числом хибно позитивних (помилок першого роду) (званих також «хибними виявленнями»)
- S є числом істинно позитивних (званих також «істинними виявленнями»)
- T є числом хибно негативних (помилок другого роду)
- U є числом істинно негативних
- {\displaystyle R=V+S} є числом відхилених нульових гіпотез (званих також «виявленнями», істинними чи хибними)

В m перевірках гіпотез, з яких {\displaystyle m_{0}} є справедливими нульовими гіпотезами, R є спостережуваною випадковою змінною, а S, T, U та V є неспостережуваними випадковими змінними.

## Відмінність від «рівня помилок першого роду» та інших близьких термінів
Хоч хибнопозитивний рівень і дорівнює математично рівневі помилок першого роду, його розглядають як окремий термін з наступних причин:[джерело?]
- Рівень помилок першого роду часто пов'язано з апріорно встановлюваним дослідником рівнем значущості: рівень значущості представляє прийнятний рівень помилок виходячи з того, що всі нульові гіпотези є справедливими («глобальна нульова» гіпотеза). Вибір рівня значущості може бути дещо довільним (наприклад, встановленим у 10 % (0,1), 5 % (0,05), 1 % (0,01) тощо).

На противагу до цього, хибнопозитивний рівень пов'язано з апостеріорним (англ. post-prior) результатом, що є математичним сподіванням хибно позитивних, поділеним на загальне число гіпотез за справжньої комбінації справедливих та несправедливих нульових гіпотез (без урахування «глобальної нульової» гіпотези). Оскільки хибнопозитивний рівень є параметром, яким дослідник не керує, його неможливо визначати за допомогою рівня значущості.
- Крім того, хибнопозитивний рівень зазвичай використовують стосовно медичного тесту або діагностичного пристрою (тобто, «хибнопозитивний рівень певного медичного тесту становить 1 %»), тоді як помилка першого роду є терміном, пов'язаним із статистичними перевірками, де значення слова «позитивний» є не настільки чітким (тобто, «рівень помилки першого роду перевірки становить 1 %»).

Хибнопозитивний рівень не слід плутати з груповою імовірністю помилки першого роду, визначеною як ГІППР = Pr(V ≥ 1). Зі зростанням числа тестів групова імовірність помилки першого роду зазвичай збігається до 1, тоді як хибнопозитивний рівень лишається незмінним.
І нарешті, важливо відзначити глибоку відмінність між хибнопозитивним рівнем та рівнем хибного виявляння: в той час як перший визначають як {\displaystyle E(V/m_{0})}, другий визначають як {\displaystyle E(V/R)}.